# ТЭЦ Стараховице
ТЭЦ Стараховице — бывшая теплоэлектроцентраль в одноимённом городе в центральной Польше.
В 2004 году компания «Caterpillar» запустила в Стараховицах теплоэлектроцентраль на основе парогазового блока комбинированного цикла мощностью 36 МВт. Он имел две газовые турбины Solar Titan 130 мощностью по 13,5 МВт, которые через котлы-утилизаторы SES 18,4 T/H-37 питали одну паровую турбину Bohm&Voss MARC4 мощностью 8,2 МВт.
Из-за изменений в законодательстве относительно поддержки экологически лояльных источников энергии проект быстро стал генерировать убытки, поэтому уже через два года ТЭЦ остановили. В итоге оборудование обанкротившейся компании выкупили для ТЭЦ Седльце. Его демонтаж начался в 2010 году, а запуск в работу на новой площадке состоялся в 2012 году.